# Голубчиков, Олег Александрович
Олег Александрович Голубчиков (13 февраля 1948, Армавир, Краснодарский край — 29 марта 2022) — советский и российский химик-органик, доктор химических наук (1985), профессор (1989), заслуженный деятель науки РФ (2003), почётный работник высшего профессионального образования Российской Федерации.

## Биография
Родился в городе Армавир 13 февраля 1948 года.
Окончил Ивановский химико-технологический институт (по специальности «Технология электрохимических производств») и его аспирантуру при кафедре аналитической химии. В 1975 году защитил диссертацию на тему «Кинетические закономерности образования металлопорфиринов в индивидуальных смешанных растворителях».
С 1974 г. работал там же ассистентом и старшим преподавателем кафедры органической химии. В 1978—1989 гг. доцент той же кафедры (с 1980 г. по совместительству).
С 1980 года старший научный сотрудник Отдела химии неводных растворов АН СССР (с 1981 года — Институт химии неводных растворов АН СССР). С 1983 г. заведующий сектором. По итогам исследований подготовил и в 1985 году защитил докторскую диссертацию на тему «Строение и реакционная способность сольватокомплексов переходных металлов при координации с порфиринами в неводных растворах».
С 1986 по 2001 год заведующий лабораторией Института химии неводных растворов АН СССР (сейчас Институт химии растворов РАН).
В 1995—2015 гг. заведующий кафедрой органической химии Ивановского государственного химико-технологического университета.
С 2015 г. главный научный сотрудник отдела синтеза и физической химии порфиринов и новых материалов на их основе.
Под его руководством подготовлено 20 кандидатов и 3 доктора наук.
Является автором теплоизоляционного, звукоизоляционного, огнезащитного материала Пенлит-М, по теплопроводности не уступающего пенопластам.
Член организационного комитета и сопредседатель 10-й Международной конференции по физической и координационной химии порфиринов и их аналогов (ICPC-10). Иваново, Иван. гос. хим.-тех. ун-т, 2009.

## Награды
Лауреат Премии Правительства Российской Федерации в области науки и техники (2002) — за разработку методов направленного синтеза циклических тетрапиррольных соединений для технических целей. Заслуженный деятель науки Российской Федерации (2003). Почётный работник высшего профессионального образования РФ (2005).
За работу «Порфирины — неплатиновые катализаторы» награждён бронзовой медалью ВДНХ.

## Сочинения
- Органический практикум : учебное пособие для студентов высших учебных заведений, обучающихся по направлению 240100 — «Химическая технология» / О. А. Голубчиков ; Министерство образования и науки Российской Федерации, Ивановский государственный химико-технологический университет. — Иваново : Ивановский гос. химико-технологический ун-т, 2014. — 239 с. : ил., табл.; 21 см; ISBN 978-5-9616-0486-3 : 150 экз.
- Успехи химии порфиринов : [Монография] / Отв. ред. О. А. Голубчиков. — СПб. : НИИ химии СПбГУ, 1997-____. — 26 см Т. 1. — СПб. : НИИ химии, 1997. — 384 с. : ил. — (Успехи химии порфиринов. [Сб. ст.]. Отв. ред. О. А. Голубчиков).; ISBN 5-7997-0001-5 :
- Координационная химия сольватокомплексов солей переходных металлов / Б. Д. Березин, О. А. Голубчиков; Отв. ред. Г. А. Крестов; Рос. АН, Ин-т химии невод. растворов. — Москва : Наука, 1992. — 235,[1] с. : ил.; 22 см; ISBN 5-02-001447-8 :
- Прикладные аспекты химии порфиринов . О. А. Голубчиков, Б. Д. Березин. Успехи химии, 1986, 55, 1361—1389
- Спектральные свойства порфиринов и их предшественников и производных. Н. Ж. Мамардашвили, О. А. Голубчиков. Успехи химии, 2001, 70, 656—686

Соавтор и редактор 5-томной монографии:
- Успехи химии порфиринов : моногр. /под ред. О. А. Голубчикова. — СПб. : НИИ химии СПбГУ. — ТТ. 1-5. (1997, 1999, 2001, 2004, 2007 гг.)